# Schiffermuelleria
Schiffermuelleria é um gênero de traça pertencente à família Agonoxenidae.